# TEE Ligure
Ligure è una relazione ferroviaria gestita con materiale rotabile delle Ferrovie dello Stato tra Milano e Marsiglia, poi prolungata ad Avignone, operativa tra il 1957 e il 1982. Il treno aveva in composizione solo materiale di prima classe ed espletava servizio ristorante.

## Storia
Il TEE «Ligure» fu istituito il 12 agosto 1957 sulla relazione Milano Centrale - Marsiglia St. Charles, che venne servita con una coppia di treni quotidiani via Genova P.P. - Ventimiglia.
Il 1º giugno 1969 il capolinea venne spostato da Marsiglia ad Avignone per effettuare la coincidenza con il TEE Catalan Talgo per Barcellona.
Fino al 1972 fu affidato alle automotrici diesel Breda ALn 442-448, eventualmente rinforzate, dopo la conversione del sistema di trazione elettrica da corrente alternata trifase a corrente continua della Savona–Ventimiglia (avvenuta l'8 ottobre 1967), con automotrici elettriche ALe 601 e rimorchi nella stagione estiva, periodo durante il quale si registrava la maggiore affluenza tra Milano C.le e Sanremo. Successivamente vennero impiegati convogli di materiale ordinario, formati dalle nuove carrozze TEE FS, solitamente rinforzati da due o tre carrozze Gran Comfort limitate tra Milano e Ventimiglia.
La relazione TEE, di sola prima classe, venne soppressa il 22 maggio 1982 e sostituita da un treno Intercity con lo stesso nome che svolse servizio di prima e seconda classe con carrozza ristorante fino al 1995.
Nel 1995 fu limitato a Nizza e nel 2004 venne classificato Eurocity. Non essendo stata reperita la copertura finanziaria, il treno venne limitato a Ventimiglia con la VCO (Variazione in Corso d'Orario) del 6/7 aprile 2008 e perse l'appellativo originario «Ligure» divenendo l'Intercity Plus «Andrea Doria».
In tempi successivi, treni di categoria Eurocity tra Milano e la Costa Azzurra sono stati effettuati dal 2015 al 2020, nel numero di tre coppie giornaliere, dalla società italo-francese Thello, oggi Trenitalia France.

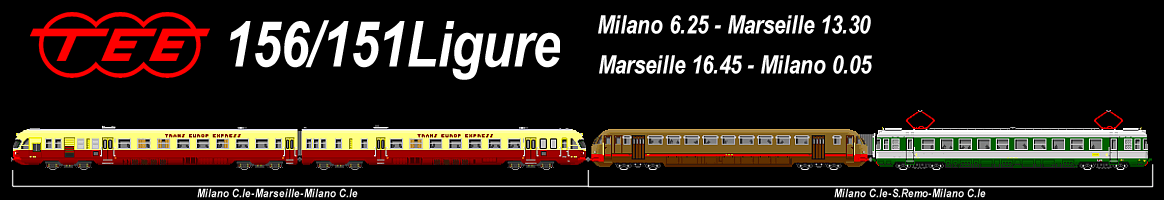
il TEE Ligure durante la stagione estiva era rinforzato nella tratta fino e da Sanremo con ALe 601 e un rimorchio. La motrice ha entrambi i pantografi in presa sotto la linea ex-trifase.

## Percorso e tempi di percorrenza

### Orario estivo 1958
| km  | Stazione               | Ora (Arr/Part) | Velocità media(km/h) |
| --- | ---------------------- | -------------- | -------------------- |
| 0   | Milano Centrale        | 6.25           | 0                    |
| 141 | Genova Piazza Principe | 8.10 / 8.15    | 80,6                 |
| 183 | Savona                 | 8.54 / 8.55    | 64,6                 |
| 253 | Imperia Porto Maurizio | 9.51 / 9.52    | 75                   |
| 276 | San Remo               | 10.13 / 10.14  | 65,7                 |
| 290 | Ventimiglia            | 10.30 / 10.35  | 52,5                 |
| 309 | Monaco                 | 10.52 / 10.53  | 67                   |
| 325 | Nizza                  | 11.05 / 11.07  | 80,5                 |
| 345 | Antibes                | 11.19 / 11.20  | 99,5                 |
| 356 | Cannes                 | 11.28 / 11.30  | 82,5                 |
| 389 | Saint-Raphaël          | 11.50 / 11.51  | 99                   |
| 483 | Tolone                 | 12.43 / 12.44  | 108,5                |
| 549 | Marsiglia              | 13.25          | 96,9                 |